# Angelina Grimké
Angelina Emily Grimké Weld (Charleston, 20 febbraio 1805 – Hyde Park, 26 ottobre 1879) è stata un'attivista statunitense difenditrice dei diritti delle donne e sostenitrice del movimento per il suffragio femminile.
Lei e sua sorella Sarah Grimké sono le uniche donne bianche del sud ad essere diventate abolizioniste.

## Primi anni
Grimké nacque in una ricca famiglia di coltivatori. Suo padre era un avvocato anglicano, piantatore, politico e giudice, un veterano della guerra rivoluzionaria e illustre membro della società di Charleston. Sua madre Mary era una discendente del governatore della Carolina del Sud Thomas Smith. I suoi genitori possedevano una piantagione ed erano importanti proprietari di schiavi. Angelina era la più giovane di 14 figli. Suo padre credeva che le donne dovessero essere subordinate agli uomini e istruì solo i suoi figli maschi, seppure questi ultimi condividessero i loro studi con le loro sorelle.
Quando arrivò il momento della sua cresima nella Chiesa episcopale all'età di 13 anni, Angelina si rifiutò di recitare il credo della fede. Ragazza curiosa e ribelle, concluse che non poteva essere d'accordo e non avrebbe completato la cerimonia. Si convertì alla fede presbiteriana nell'aprile 1826, all'età di 21 anni.
Nel 1829 affrontò la questione della schiavitù in una riunione nella sua chiesa e disse che tutti i membri della congregazione dovevano condannare apertamente la pratica. Poiché era un membro così attivo della comunità ecclesiale, il suo pubblico fu rispettoso quando rifiutò la sua proposta. A questo punto la chiesa aveva fatto i conti con la schiavitù, trovando giustificazioni bibliche ed esortando i buoni schiavi cristiani a esercitare il paternalismo e migliorare il trattamento dei loro schiavi. Ma Angelina perse fiducia nei valori della chiesa presbiteriana e nel 1829 fu ufficialmente espulsa. Con il sostegno di sua sorella Sarah, Angelina adottò i principi della fede quacchera. Dopo aver deciso che non poteva combattere la schiavitù mentre viveva nel sud tra i proprietari di schiavi bianchi, decise di trasferirsi con sua sorella Sarah a Filadelfia.

## Attivismo
Nel corso del tempo divenne frustrata dalla mancanza di coinvolgimento della comunità quacchera nel dibattito contemporaneo sulla schiavitù. Nei primi due decenni dopo la rivoluzione, i suoi predicatori avevano viaggiato nel sud per predicare la manomissione degli schiavi, ma l'aumento della domanda nel mercato interno con lo sviluppo del cotone nel profondo sud pose fine a quella finestra di libertà. Iniziò a leggere più letteratura abolizionista, inclusi i periodici The Emancipator e The Liberator di William Lloyd Garrison. Sarah e i quaccheri tradizionali disapprovavano l'interesse di Angelina per l'abolizionismo radicale, ma divenne sempre più coinvolta nel movimento. Iniziò a partecipare a riunioni e conferenze contro la schiavitù e nel 1835 si unì alla Società anti-schiavitù femminile di Filadelfia.
Nell'autunno del 1835 la violenza scoppiò quando il controverso abolizionista George Thompson parlò in pubblico. William Lloyd Garrison scrisse un articolo su The Liberator nella speranza di calmare le masse in rivolta. Angelina era stata costantemente influenzata dal lavoro di Garrison e questo articolo la ispirò a scrivergli una lettera personale sull'argomento, la quale esprimeva le sue preoccupazioni e opinioni sui temi dell'abolizionismo e della violenza di massa, nonché la sua personale ammirazione per Garrison stesso e i suoi valori. Garrison fu così colpito dalla lettera di Grimké che la pubblicò nel numero successivo di The Liberator, lodandola per la sua passione, lo stile di scrittura espressivo e le idee nobili. La lettera conferì ad Angelina una grande reputazione tra molti abolizionisti, ma la sua pubblicazione offese e suscitò polemiche all'interno della comunità dei quaccheri ortodossi, che condannò apertamente un tale attivismo radicale, soprattutto da parte di una donna. Sarah Grimké chiese a sua sorella di ritirare la lettera, preoccupata che tale pubblicità l'avrebbe alienata dalla comunità quacchera. Sebbene inizialmente imbarazzata dalla pubblicazione della lettera, Angelina rifiutò. La lettera fu successivamente ristampata sul New York Evangelist e su altri giornali abolizionisti e fu anche inclusa in un opuscolo con Appeal to the Citizens of Boston di Garrison. Nel 1836 Grimké scrisse An Appeal to the Christian Women of the South esortando le donne del sud a presentare una petizione alle legislature statali e ai funzionari della chiesa per porre fine alla schiavitù. L'appello fu pubblicato dalla American Antislavery Society. Gli studiosi lo considerano un punto culminante dell'agenda sociopolitica di Grimké.
Nell'autunno del 1836 incontrò Theodore Dwight Weld, che in seguito sposò. Durante l'inverno successivo, le sorelle furono incaricate di parlare alle riunioni delle donne e di organizzare società femminili contro la schiavitù nella regione di New York e nel vicino New Jersey. Nel maggio 1837 si unirono ai principali gruppi femministi e abolizionisti di Boston, New York e Filadelfia nel tenere la prima Convenzione contro la schiavitù delle donne americane.
Mentre le sorelle tenevano in tutto il Massachusetts durante l'estate del 1837, la controversia sul lavoro pubblico e politico delle donne abolizioniste alimentò una crescente controversia sui diritti e i doveri delle donne, sia all'interno che all'esterno del movimento contro la schiavitù. Angelina rispose alla lettera di Catharine Beecher con Letters to Catharine Beecher, stampate prima in The New England Spectator e The Liberator, e poi in forma di libro nel 1838. Scrisse inoltre Letters on the Province of Woman, addressed to Mary S. Parker, apparse per prime nel Liberator prima di essere pubblicate in forma di libro. Indirizzate alla presidente della Boston Female Anti-Slavery Society, che sulla scia della lettera pastorale voleva che le donne abolizioniste si ritirassero dall'attivismo pubblico, le lettere di Sarah furono una forte difesa del diritto e del dovere delle donne di partecipare in condizioni di parità con gli uomini su tutti i fronti.
Nel febbraio 1838 Angelina si rivolse a un comitato della legislatura dello stato del Massachusetts, diventando la prima donna negli Stati Uniti a rivolgersi a un organo legislativo. Non solo tenne un discorso contro la schiavitù, ma difese il diritto delle donne alla petizione, sia come dovere morale-religioso che come diritto politico. L'abolizionista Robert F. Wallcut affermò che "l'eloquenza serena e autorevole di Angelina Grimké attirò l'attenzione, disarmò il pregiudizio e portò con sé i suoi ascoltatori".

Il 17 maggio 1838, due giorni dopo il suo matrimonio, Angelina parlò a un raduno abolizionista razzialmente integrato presso la nuova Pennsylvania Hall di Filadelfia. Mentre parlava, una folla ribelle fuori dalla sala divenne sempre più aggressiva, urlando minacce contro Angelina e gli altri partecipanti. Nel suo discorso disse:
I rivoltosi fuori dall'edificio iniziarono a lanciare mattoni e pietre, rompendo le finestre della sala. Angelina proseguì il discorso e, dopo la sua conclusione, il gruppo eterogeneo di donne abolizioniste lasciò l'edificio a braccetto. Il giorno successivo la Pennsylvania Hall fu distrutta da un incendio doloso.

## Opere maggiori
Due delle opere più importanti di Grimké furono il suo saggio An Appeal to the Christian Women of the South e la sua serie di lettere a Catharine Beecher.

### An Appeal to the Christian Women of the South(1836)
An Appeal to the Christian Women of the South, pubblicato dall'American Antislavery Society, è l'unico appello scritto da una donna del sud ad altre donne del sud riguardo all'abolizione della schiavitù. Lo stile del saggio è di natura molto personale e utilizza un linguaggio semplice e affermazioni ferme per trasmettere le sue idee. L'Appeal di Grimké fu ampiamente distribuito dall'American Antislavery Society e fu accolto con grande plauso dagli abolizionisti radicali. Tuttavia ricevette numerose critiche dalla sua ex comunità quacchera e fu bruciato pubblicamente nella Carolina del Sud.
The Appeal formula sette argomenti principali:
- Primo: che la schiavitù è contraria alla Dichiarazione di Indipendenza;
- Secondo: che la schiavitù è contraria alla prima carta dei diritti umani conferita all'uomo nella Bibbia;
- Terzo: che l'argomento secondo cui la schiavitù è stata profetizzata non fornisce scuse ai proprietari di schiavi per aver violato i diritti naturali di un altro uomo;
- Quarto: che la schiavitù non avrebbe mai dovuto esistere sotto la dispensazione patriarcale;
- Quinto: che la schiavitù non è mai esistita sotto la legge biblica ebraica;
- Sesto: che la schiavitù in America "riduce l'uomo a una cosa";
- Settimo, che la schiavitù è contraria agli insegnamenti di Gesù Cristo e dei suoi apostoli.

In questo modo, e da devota credente, Grimké usa le credenze della religione cristiana per attaccare l'idea di schiavitù: 
Grimké afferma anche, in una lettera di risposta a Catharine E. Beecher, quella che lei crede essere la definizione di schiavitù dell'abolizionista: "L'uomo non può legittimamente ritenere i suoi simili come proprietà. Pertanto, affermiamo che ogni schiavista è un ladro di uomini: rubare un uomo significa derubarlo di se stesso". Ribadisce i principi ben noti della dichiarazione d'indipendenza degli Stati Uniti d'America in merito all'uguaglianza dell'uomo, sostenendo che "un uomo è un uomo, e come uomo ha diritti inalienabili, tra cui il diritto alla libertà personale... Nessuna circostanza può mai giustificare un uomo nel ritenere i suoi simili come proprietà... La rivendicazione su di lui come proprietà è un annullamento dei suoi diritti su se stesso, che è il fondamento su cui sono costruiti tutti i suoi altri diritti."
Il saggio riflette anche il suo entusiasmo per l'istruzione universale di donne e schiavi. Il suo appello sottolinea l'importanza delle donne che istruiscono i loro schiavi o futuri lavoratori: "Se [i tuoi schiavi] dovessero rimanere [al tuo lavoro], insegnar loro e i rami comuni dell'educazione inglese; hanno menti che dovrebbero essere migliorate."

### Letters to Catharine Beecher
Letters to Catharine Beecher iniziò come una serie di saggi realizzati in risposta a An Essay on Slavery and Abolitionism with Reference to the Duty of American Females di Beecher, indirizzata direttamente a Grimké. La serie di risposte che seguirono il saggio di Beecher furono scritte con il sostegno morale del suo futuro marito Weld e furono pubblicate sia in The Emancipator che in The Liberator prima di essere ristampate nel loro insieme in forma di libro nel 1838.
Il saggio di Beecher si oppone alla partecipazione delle donne al movimento abolizionista sulla base del fatto che le donne detengono una posizione subordinata agli uomini come "una legge divina benefica e immutabile". Sostiene: "Gli uomini sono le persone adatte per fare appello ai governanti che nominano... [le femmine] sono sicuramente fuori posto nel tentativo di farlo da sole." Le risposte di Grimké furono una difesa sia dei movimenti abolizionisti che di quelli femministi. Gli argomenti a sostegno dell'abolizionismo riflettono molti dei punti sollevati da Weld nei dibattiti del Lane Seminary. Aperta critica nei confronti dell'American Colonization Society, Grimké afferma il suo personale apprezzamento per gli afroamericani e scrive: "È perché amo gli americani di colore che voglio che rimangano in questo paese; e per renderlo felice a casa loro, sto cercando di parlare, e scrivere, e vivere questo orribile pregiudizio."
Grimké risponde direttamente all'argomento tradizionalista di Beecher sul posto delle donne in tutti gli ambiti dell'attività umana: "Credo che sia un diritto della donna avere voce in tutte le leggi e i regolamenti da cui deve essere governata, sia nella Chiesa che nello Stato, e che le attuali disposizioni della società, su questi punti, sono una violazione dei diritti umani, un'usurpazione del potere, una presa violenta e una confisca di ciò che è sacro e inalienabilmente suo."

### American Slavery as It Is
Nel 1839 lei, suo marito Theodore Dwight Weld e sua sorella Sarah pubblicarono American Slavery as It Is, un'enciclopedia sul maltrattamento degli schiavi, che divenne la seconda opera più importante della letteratura abolizionista dopo La capanna dello zio Tom (1852) di Harriet Beecher Stowe.